# Forgiveness Rock Record
Forgiveness Rock Record è il quarto album in studio del gruppo musicale indie rock canadese Broken Social Scene, pubblicato nel 2010.

## Il disco
Il disco è stato pubblicato dalla Arts & Crafts Productions nel maggio 2010 e prodotto da John McEntire, membro dei Tortoise.
Al disco hanno partecipato Leslie Feist, Emily Haines (Metric), Scott Kannberg (Pavement) e Sebastian Grainger (Death from Above 1979).
L'album è stato inserito nella rosa dei finalisti del Polaris Music Prize 2010.
In allegato all'album, solo in formato digitale, è stato diffuso l'EP Lo-Fi for the Dividing Nights.

## Tracce
1. World Sick – 6:47
2. Chase Scene – 3:31
3. Texico Bitches – 3:49
4. Forced to Love – 3:34
5. All to All – 4:49
6. Art House Director – 3:32
7. Highway Slipper Jam – 4:26
8. Ungrateful Little Father – 6:41
9. Meet Me in the Basement – 3:43
10. Sentimental X's – 5:40
11. Sweetest Kill – 5:09
12. Romance to the Grave – 4:47
13. Water in Hell – 4:25
14. Me and My Hand – 2:05